# Polaire

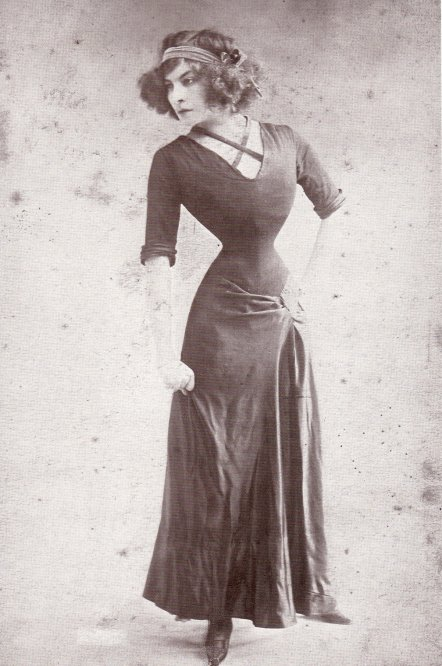
Polaire, algerisch-französische Tänzerin, Aufnahme von ca. 1905

Polaire, geborene Émilie Marie Bouchaud (* 14. Mai 1874 in Algier, Algerien; † 14. Oktober 1939 in Champigny-sur-Marne) war eine algerisch-französische Tänzerin, Sängerin und Schauspielerin.

## Biografie

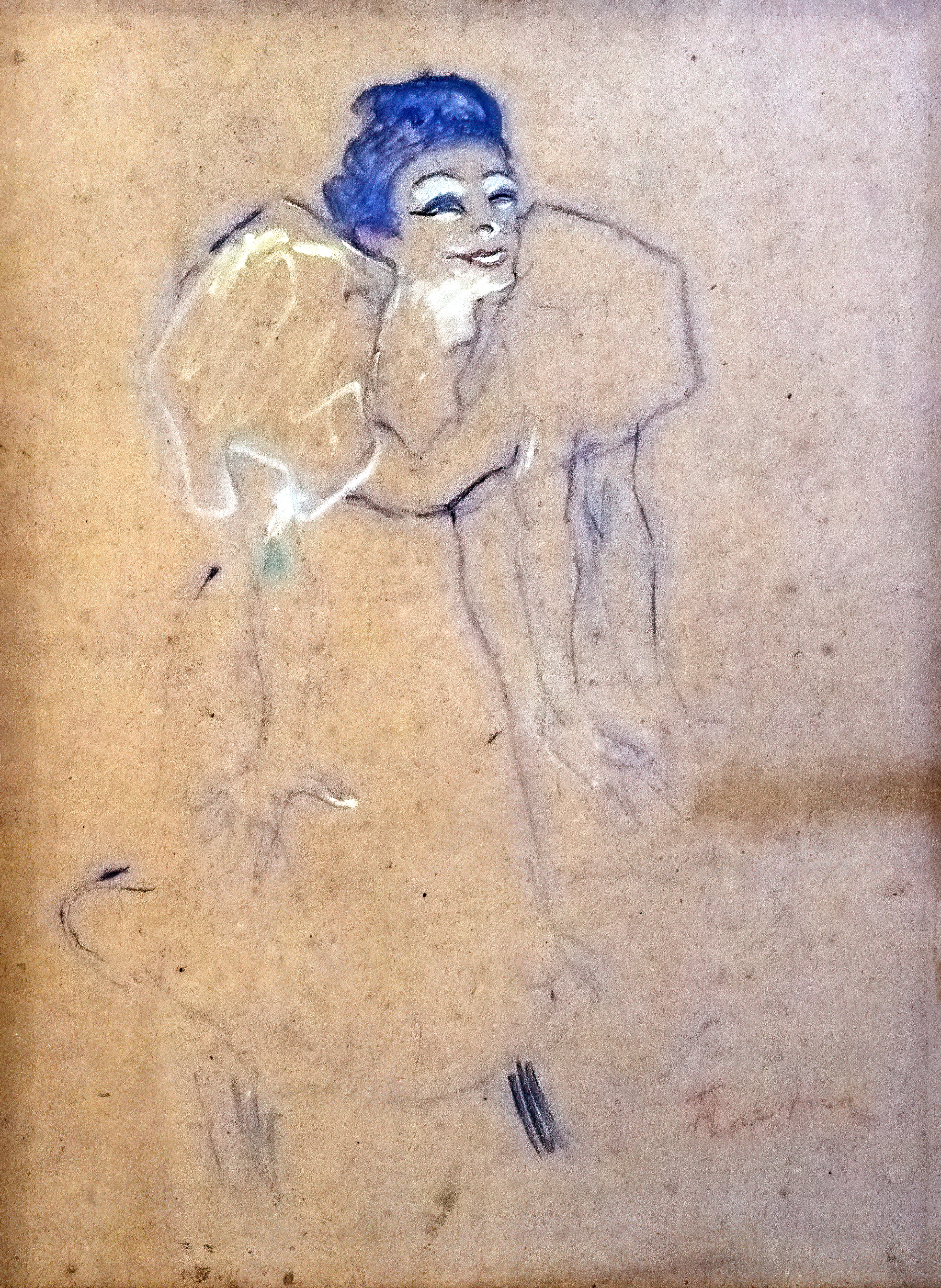
Mademoiselle Polaire 1895 – Toulouse-Lautrec

1891 begann Polaire ihre Karriere als Sängerin im Jardin de Paris. Sie stand dem Bildhauer Rupert Carabin Modell und mehrere seiner Arbeiten tragen ihre Züge. Ihre extreme Wespentaille wurde ihr Markenzeichen. Zitat: Als sie gestern abend ihren schwarzen Seidenumhang ablegte, tat sie das bewußt langsam und bedächtig, um ihr Publikum möglichst lange auf die Folter zu spannen, wie sich das bei der Enthüllung einer solch einzigartigen Besonderheit gehört, und den anwesenden Frauen stockte der Atem vor Begeisterung. Zusammen mit dem Programm für den Abend wurde ein Maßband von 14 Zoll ausgegeben, worauf zu lesen stand: Dies ist Polaires Taillenweite. Und wie groß ist Ihre?
Ein Song, der extra für sie geschrieben wurde, begann so: Quand j'débutais au music-hall, / ma taille tenait dans un faux-col. (wörtl.: Als ich anfing in der music-hall, passte meine Taille in den Kragen eines Männerhemdes), eine Aussage, die einige Galanterien zur Folge hatte, George Herriot z. B. bot ihr einen diamantbesetzten Gürtel, wenn sie diese Behauptung an seinem Hemdkragen wahr machen würde. Vor ihrem Auftritt im London Coliseum im Jahre 1915 stellte ihr Manager William Hammerstein eines ihrer 14-Zoll-Korsetts in einem Schaukasten in einer Ecke des Theaters aus und äußerte gegenüber der Presse, dass diese Taille ein Geschenk der Götter sei.
In ihrer Autobiographie (Polaire par elle même, 1933) schreibt sie, dass ihre Taille von Natur aus so schmal war, die weniger wespenähnliche Erscheinung auf den Fotos aus der Zeit, bevor ihre große Karriere begann, erklärt sie damit, dass sie sich ausgepolstert hatte, um menschenähnlicher auszusehen.
Am 22. Januar 1902 gab sie im Théâtre des Bouffes-Parisiens als Schauspielerin ihr Debüt und feierte mit ihrer Interpretation der Claudine im Stück Claudine à Paris ihrer Freundin Colette große Erfolge.
1908 begann sie in Operetten aufzutreten und wirkte im Théâtre des Capucines in mehreren Aufführungen mit. Der amerikanische Theateragent Willie Hammerstein brachte Polaire im Juni 1910 nach New York und ließ sie im Victoria Theatre als The ugliest woman in Paris with the smallest waist in the world ankündigen. In New York feierte Polaire mit dem Stück Le Visiteur große Erfolge. Besonders hervorgehoben wurden ihre Tanzszenen mit einem Apachen, die eine Neuheit darstellten. Polaire war in dem amerikanischen Film The Sparrow und in dem deutschen Filmdrama Halbwelt zu sehen.
1911 spielte Polaire die Hauptrolle in den Stummfilmen „Lebensfreude“ und „Zouza“ von Reinhard Bruck. Die Aufnahmen fanden in Düsseldorf statt.
Bis Anfang der 1920er Jahre spielte sie in verschiedenen Stücken mit. Ab 1923 wurden mehrere Schallplattenaufnahmen mit Polaire gemacht, die sich sehr gut verkauften. 1933 erschienen ihre Memoiren Polaire par elle-même.
Im Alter von 65 Jahren starb Polaire am 14. Oktober 1939 in Champigny-sur-Marne (Département Val-de-Marne) und fand ihre letzte Ruhestätte auf dem dortigen Friedhof l'Ancien Cimetière du Centre.

## Diskografie
- Tchike Tchike (Scotto) – Odéon 75143 - 1923
- Pour être heureux (Yvain) – Odéon 75143 – Matrice K1-510 - 1923
- Allo ! Chéri (Boyer-Stamper) – Pathé 4970 – Matrice 2485 - 8. Mai 1918
- Pour être heureux (Yvain) – Aérophone – No. 1467 - 1920
- La glu (Richepin-Fragerole) – Aérophone – No. 1468 - 1920
- Nocturne (Nozière) – Gramophone K-5798 – Matrice BS 4432-1 et 4433-2 - 1929
- La glu (Richepin-Fragerole) – Polydor 521531 – Matrice 2170 BK – 1929
- Le p'tit Savoyard – Polydor 521531 – Matrice 2170 BK – 1929
- Le train du rêve (Aubret-Lenoir) – Parlophone 22716 – Matrice Pa 106124-2 - 1930
- Le premier voyage (Lenoir) – Parlophone 22716 – Matrice Pa 106165-2 - 1930
- La prière de la Charlotte (arr. Warms) – Cristal 6263 – Matrice CP 2082 et 2083 - 1936